# U-Bahnhof Merkenstraße
Der U-Bahnhof Merkenstraße ist eine Haltestelle der U-Bahn-Linie U2 im Hamburger Stadtteil Billstedt im Bezirk Hamburg-Mitte. Zwanzig Jahre, von 1970 bis 1990, war sie Endhaltestelle der Linie U3. Das Kürzel der Station bei der Betreiber-Gesellschaft Hamburger Hochbahn lautet „MS“. Der U-Bahnhof hat täglich 10.125 Ein- und Aussteiger (Mo–Fr, 2019).

## Geschichte

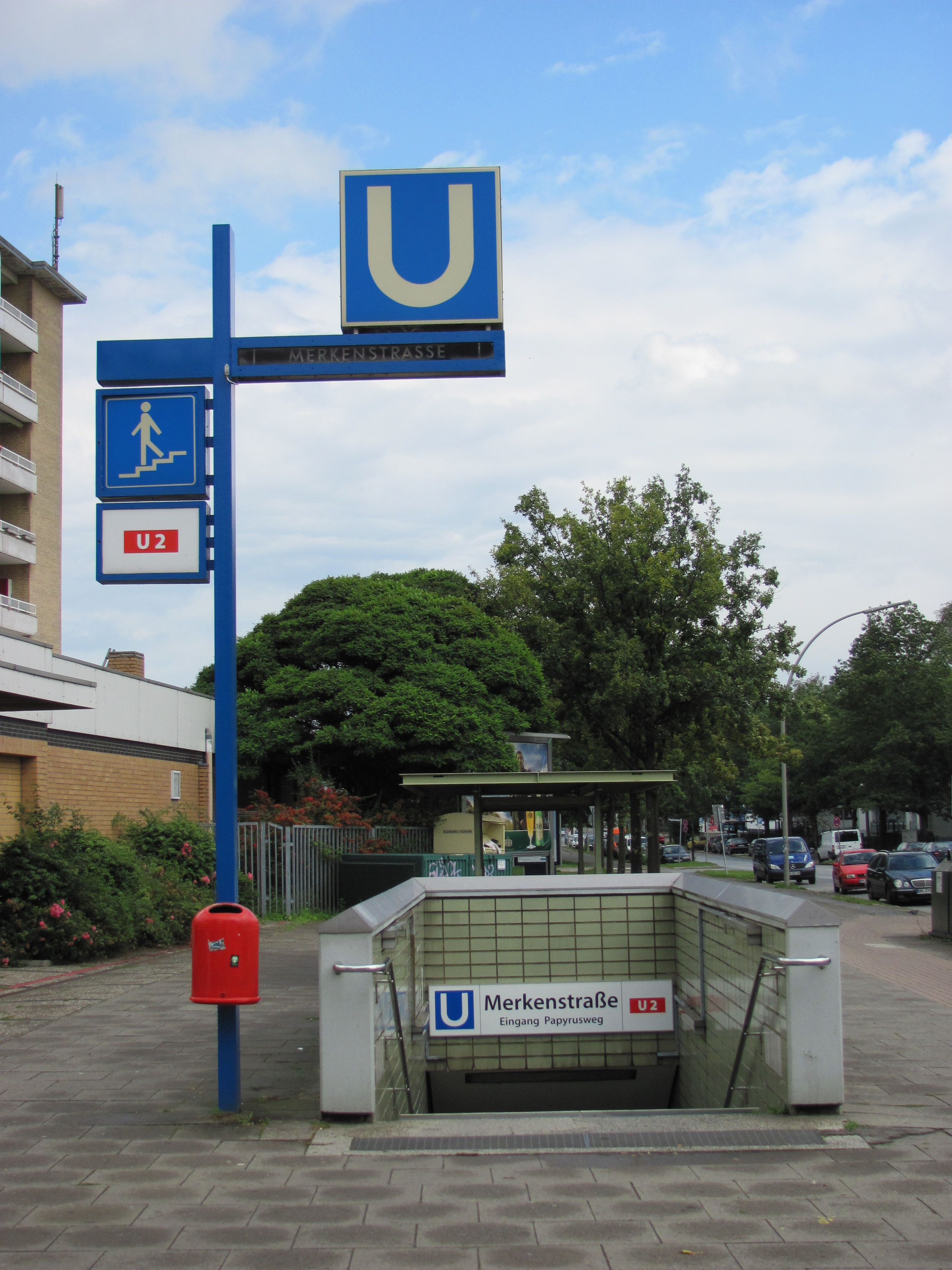
Eingang direkt an der Straße

Der U-Bahnhof Merkenstraße wurde am 31. Mai 1970 als damaliger östlicher Endpunkt der bis hierhin verlängerten Linie U3 eröffnet. Diese Funktion war ihm eigentlich nicht für längere Zeit zugedacht, sondern sollte nur bis zur Weiterführung der damals geplanten U-Bahn-Strecke nach Glinde in Schleswig-Holstein bestehen. Doch wegen fehlender Einigung und aufgrund der Sparpolitik des Senats seit Mitte der 1970er Jahre wurden weitere Ausbauvorhaben gestrichen. 1987 wurde der Weiterbau begonnen, nun zur Neubausiedlung Mümmelmannsberg. 1990 wurde die Strecke zum neuen Endpunkt Mümmelmannsberg in Betrieb genommen. Seit dem Linientausch 2009 verkehrt auf dem Billstedter Streckenast die Linie U2.
Der U-Bahnhof ist barrierefrei erreichbar. Der barrierefreie Ausbau begann 2016, Fertigstellung war am 26. Januar 2018.

## Aufbau und Betrieb
Die Tunnelhaltestelle mit Mittelbahnsteig verfügt über Ausgänge zu beiden Seiten. Es ist die einzige Station der Billstedter Strecke, die unter einer Straße liegt.
Bis 1990 befand sich dort, wo heute die Streckengleise nach Mümmelmannsberg liegen, eine Kehrgleisanlage. Über einen doppelten Gleiswechsel vor der Haltestelle, der heute ebenfalls nicht mehr existiert, konnten die Züge auf das jeweils andere Streckengleis geleitet werden.

## Trivia
Im Jahre 1974 wurden in der Haltestelle Merkenstraße Szenen des Films „Die Akte Odessa“ gedreht. Dieser Film spielt im Jahre 1963 – 7 Jahre bevor die Haltestelle eröffnet wurde.